# MEG T 15
Der vierachsige Schmalspurtriebwagen MEG T 15 wurde 1955 von der Firma Fuchs in Heidelberg gebaut – die Mittelbadische Eisenbahnen AG benötigte ihn für die Bahnstrecke Zell im Wiesental–Todtnau.

## Geschichte
Nach der Stilllegung der Bahnstrecke Zell–Todtnau im Jahr 1967 wurde er zur Stammstrecke nach Schwarzach umgesetzt, konnte hier aufgrund seiner Länge aber nur schlecht eingesetzt werden. 1968 wurde er an die Württembergische Eisenbahn-Gesellschaft verkauft, wo er als WEG T 35 auf der Bahnstrecke Amstetten–Laichingen zum Einsatz kam. 1976 wechselt er zur Inselbahn Langeoog und bekam dort die Bezeichnung T 3. Schließlich wurde der Triebwagen 1995 von den Harzer Schmalspurbahnen (HSB) übernommen und dort als 187 012 bezeichnet.

## Technische Details
Ursprünglich war an beiden Stirnseiten je eine Tür zum Übergang in angehängte Wagen vorhanden. 1972 wurde sie an einer Seite entfernt und dort auch ein Motor ausgebaut. Für den Einsatz auf Langeoog wurden die zweite Stirntür sowie die Falttüren einer Seite entfernt, da die Bahnsteige dort damals nur auf einer Seite vom Gleis lagen. Seit dem Umbau hat er vorne nur noch zwei Frontscheiben. Auch zwei neue Motoren vom Typ Büssing U11 wurden für den Einsatz auf der Inselbahn eingebaut und das mechanische RENK-Getriebe durch hydromechanische Differentialwandler-Getriebe vom Typ VOITH 501 ersetzt.
Nach einem Umbau im ehemaligen Raw Halberstadt erhielt er für den Einsatz bei den HSB auf beiden Seiten Schwenk-Schiebetüren eingesetzt. Der Wagen verfügt nun über 48 Sitz- und 40 Stehplätze. Im Gegensatz zu den ebenfalls von der Inselbahn Langeoog übernommenen jetzigen 187 011 und 013 kann der 187 012 – so seine heutige Bahnnummer – auch als Schlepptriebwagen eingesetzt werden, da seine zweite Maschinenanlage wieder in Betrieb genommen wurde. Zwischenzeitlich wurde der Triebwagen auch mit für den eingeschränkten Einsatz nach BOStrab nötigen Bremslichtern und Signalglocken nachgerüstet. Eingesetzt wurde der Triebwagen zumeist auf der Harzquerbahn – hier kam das morgendliche Zugpaar 8901/8902 in Frage – oder auf der Selketalbahn – hier im Umlauf 895.
Seit März 2015 befand sich der Triebwagen zur grundlegenden Aufarbeitung bei den Fahrzeugwerken Miraustraße (FWM) in Hennigsdorf. Ende 2021 ist er wieder in Wernigerode eingetroffen. Aufgrund von Problemen mit den Drehgestellen ist er noch nicht betriebsfähig.